# Đường Nhất Quân
Đường Nhất Quân (tiếng Trung: 唐一军; sinh tháng 3 năm 1961), người Hán, chính khách nước Cộng hòa Nhân dân Trung Hoa. Ông là Ủy viên dự khuyết Ủy ban Trung ương Đảng Cộng sản Trung Quốc khóa XIX, hiện là Chủ tịch Chính Hiệp Giang Tây.Ông từng là Bí thư Đảng tổ Bộ trưởng Bộ Tư pháp Trung Quốc; Phó Bí thư Tỉnh ủy Liêu Ninh, Tỉnh trưởng Chính phủ Nhân dân tỉnh Liêu Ninh. Trước khi chuyển đến tỉnh Liêu Ninh vào tháng 10 năm 2017, ông đã dành toàn bộ sự nghiệp chính trị của mình ở tỉnh Chiết Giang, từng là quyền Thị trưởng Chính phủ nhân dân thành phố Ninh Ba, Bí thư Thành ủy Ninh Ba và Phó Bí thư Tỉnh ủy Chiết Giang.
Ông là Đảng viên Đảng Cộng sản Trung Quốc năm 1985.

## Tiểu sử

### Thân thế
Đường Nhất Quân là người Hán sinh tháng 3 năm 1961, người huyện Cử, tỉnh Sơn Đông.

### Giáo dục
Tháng 9 năm 1984 đến tháng 7 năm 1986, Đường Nhất Quân theo học chuyên ngành kinh tế chính trị lớp chính quy lý luận tại Trường Đảng Tỉnh ủy Chiết Giang.
Tháng 9 năm 2003 đến tháng 7 năm 2006, ông theo học chuyên ngành quản lý kinh tế lớp nghiên cứu sinh tại chức, Học viện Hàm thụ thuộc Trường Đảng Trung ương Đảng Cộng sản Trung Quốc.
Tháng 9 đến tháng 11 năm 2012, ông theo học lớp nâng cao cán bộ lãnh đạo cấp tỉnh bộ tại Trường Đảng Trung ương Đảng Cộng sản Trung Quốc.

## Sự nghiệp

### Chiết Giang
Thời trẻ, tháng 7 năm 1977, Đường Nhất Quân là thanh niên trí thức tham gia lao động đội sản xuất ở nông thôn tại các công xã Thạch Khê, huyện Thanh Điền; công xã Phú Lĩnh, huyện Lệ Thủy; công xã Liêu Hồ, huyện Vĩnh Khang (nay thuộc thành phố cấp huyện Vĩnh Khang) tỉnh Chiết Giang.
Tháng 10 năm 1980, Đường Nhất Quân về làm tư liệu viên ở Trường Đảng Địa ủy Lệ Thủy tỉnh Chiết Giang. Tháng 7 năm 1986, sau khi tốt nghiệp, Đường Nhất Quân được phân phối về làm cán sự phòng lý luận của Ban Tuyên truyền Tỉnh ủy Chiết Giang. Tháng 10 năm 1985, Đường Nhất Quân gia nhập Đảng Cộng sản Trung Quốc.
Tháng 7 năm 1991, ông về làm thư ký Văn phòng Tỉnh ủy Chiết Giang. Tháng 4 năm 1992, ông được thăng hàm Phó phòng, Thư ký Văn phòng Tỉnh ủy Chiết Giang. Tháng 9 năm 1993, ông được thăng hàm Trưởng phòng, Thư ký Văn phòng Tỉnh ủy Chiết Giang (trong thời gian này, Lý Trạch Dân đảm nhiệm Bí thư Tỉnh ủy Chiết Giang).
Tháng 7 năm 1997, ông được luân chuyển làm Tổng Thư ký Thành ủy Chu San. Tháng 7 năm 1999, ông được bầu làm Ủy viên Ban Thường vụ Thành ủy Chu San kiêm Tổng Thư ký Thành ủy Chu San. Tháng 4 năm 2002, ông được luân chuyển làm Tổng Thư ký Ủy ban Kiểm tra Kỷ luật Tỉnh ủy Chiết Giang. Tháng 6 năm 2002, ông được bổ nhiệm làm Ủy viên Ban Thường vụ Ủy ban Kiểm tra Kỷ luật Tỉnh ủy, Tổng Thư ký Ủy ban Kiểm tra Kỷ luật Tỉnh ủy Chiết Giang.
Tháng 5 năm 2005, ông được bổ nhiệm giữ chức Phó Bí thư Thành ủy Ninh Ba, Bí thư Ủy ban Kiểm tra Kỷ luật Thành ủy Ninh Ba kiêm Ủy viên Ban Thường vụ Ủy ban Kiểm tra Kỷ luật Tỉnh ủy, Tổng Thư ký Ủy ban Kiểm tra Kỷ luật Tỉnh ủy Chiết Giang. Tháng 10 năm 2005, ông thôi kiêm nhiệm chức vụ Ủy viên Ban Thường vụ Ủy ban Kiểm tra Kỷ luật Tỉnh ủy, Tổng Thư ký Ủy ban Kiểm tra Kỷ luật Tỉnh ủy Chiết Giang. Tháng 2 năm 2010, ông được bổ nhiệm làm Bí thư Ủy ban Chính trị Pháp luật Thành ủy Ninh Ba, Phó Bí thư Thành ủy Ninh Ba kiêm Bí thư Ủy ban Kiểm tra Kỷ luật Thành ủy Ninh Ba. Tháng 4 năm 2010, ông thôi giữ chức Bí thư Ủy ban Kiểm tra Kỷ luật Thành ủy Ninh Ba.
Tháng 2 năm 2011, ở tuổi 50, Đường Nhất Quân được bầu làm Chủ tịch Ủy ban Hội nghị Hiệp thương Chính trị Nhân dân Trung Quốc thành phố Ninh Ba. Tháng 5 năm 2016, ông được bổ nhiệm giữ chức Phó Bí thư Thành ủy Ninh Ba, quyền Thị trưởng Chính phủ nhân dân thành phố Ninh Ba kiêm Chủ tịch Chính hiệp thành phố Ninh Ba. Tháng 8 năm 2016, ông được bầu làm Ủy viên Ban Thường vụ Tỉnh ủy Chiết Giang kiêm Bí thư Thành ủy Ninh Ba, quyền Thị trưởng Chính phủ nhân dân thành phố Ninh Ba, đồng thời từ chức Chủ tịch Chính hiệp thành phố Ninh Ba. Tháng 2 năm 2017, ông thôi kiêm nhiệm chức vụ quyền Thị trưởng Chính phủ nhân dân thành phố Ninh Ba. Tháng 5 năm 2017, Đường Nhất Quân được bổ nhiệm làm Phó Bí thư Tỉnh ủy Chiết Giang kiêm Bí thư Thành ủy Ninh Ba.

### Liêu Ninh
Ngày 24 tháng 10 năm 2017, tại phiên bế mạc của Đại hội Đảng Cộng sản Trung Quốc lần thứ XIX, ông được bầu làm Ủy viên dự khuyết Ủy ban Trung ương Đảng Cộng sản Trung Quốc khóa XIX. Ngày 28 tháng 10 năm 2017, Ủy ban Trung ương Đảng Cộng sản Trung Quốc quyết định bổ nhiệm Đường Nhất Quân làm Phó Bí thư Tỉnh ủy Liêu Ninh. Ngày 30 tháng 10 năm 2017, Hội nghị lần thứ 37 của Ủy ban Thường vụ Đại hội đại biểu nhân dân khóa XII tỉnh Liêu Ninh quyết định bổ nhiệm ông làm Phó Tỉnh trưởng Chính phủ Nhân dân tỉnh Liêu Ninh, quyền Tỉnh trưởng Chính phủ nhân dân tỉnh Liêu Ninh. Ngày 31 tháng 1 năm 2018, tại Hội nghị lần thứ nhất của Đại hội đại biểu nhân dân khóa XIII tỉnh Liêu Ninh, ông chính thức được bầu giữ chức vụ Tỉnh trưởng Chính phủ Nhân dân tỉnh Liêu Ninh.

### Quốc vụ viện
Ngày 29 tháng 4 năm 2020, ông được bổ nhiệm làm Phó Bí thư Đảng ủy, Bộ trưởng Bộ Tư pháp. Ông miễn nhiệm công tác ở Bộ Tư pháp, thay thế bởi nữ chính trị gia Hạ Vinh, về Giang Tây nhậm chức Chủ tịch Ủy ban Giang Tây Hội nghị Hiệp thương Chính trị Nhân dân Trung Quốc, chức vụ thường được đảm nhiệm trước khi nghỉ hưu.